# Tomoyuki Matsushita
Tomoyuki Matsushita (松下知之?, Matsushita Tomoyuki; Utsunomiya, 1º agosto 2005) è un nuotatore giapponese, specializzato nei misti.

## Biografia
Si è messo in mostra ai mondiali giovanili di Lima 2022, in cui ha vinto l'argento nei 200 m misti, dietro al turco Sanberk Yiğit Oktar e a quelli di Netanya 2023, dove ha vinto l'oro nei 400 m misti, realizzando il primato dei campionati, grazie al tempo di 4'10"97.
Ha rappresentato il Giappone ai Giochi olimpici estivi di Parigi 2024, dove ha vinto la medaglia d'argento nei 400 m misti, terminando alle spalle del francese Léon Marchand. L'anno seguente ottiene il medesimo risultato, sempre alle spalle di Marchand, ai mondiali di Singapore.

## Palmarès
- Giochi olimpici

Parigi 2024: argento nei 400m misti.
- Mondiali

Singapore 2025: argento nei 400m misti.
- Mondiali giovanili

Lima 2022: argento nei 200m misti.
Netanya 2023: oro nei 400m misti.